# جبل البهاليل
جبل البهاليل جبل يقع بشمال شرقي الجمهورية التونسية، شمال شرقي مدينة زغوان وجنوب غربي مدينة قرمبالية. يبلغ ارتفاعه 556 م.